# Higasi-hanare Iwa
Higasi-hanare Iwa är en kulle i Antarktis. Den ligger i Östantarktis. Norge gör anspråk på området. Toppen på Higasi-hanare Iwa är 1 941 meter över havet.
Terrängen runt Higasi-hanare Iwa är huvudsakligen en högslätt. Trakten är obefolkad. Det finns inga samhällen i närheten. 